# Bystraja Sosna
Die Bystraja Sosna (russisch Бы́страя Сосна́ auch Sosna (Сосна́)) ist ein rechter Nebenfluss des Don in den russischen Oblasten Orjol und Lipezk.
Die Bystraja Sosna entspringt auf der Mittelrussischen Platte in der Oblast Orjol. Sie fließt in überwiegend östlicher Richtung in die Oblast Lipezk und erreicht schließlich nach 296 km den Oberlauf des Don. Der Fluss wird hauptsächlich von der Schneeschmelze gespeist. Die Bystraja Sosna hat ein Einzugsgebiet von 17.400 km². 37 km oberhalb der Mündung beträgt der mittlere Abfluss (MQ) 74 m³/s. Der Fluss ist im Winter mehrere Monate eisbedeckt. Ende März / April ist er in der Regel wieder eisfrei.
Am Flusslauf liegen die Städte Liwny und Jelez.